# Professional Rapper
Professional Rapper é o terceiro álbum de estúdio do cantor cristão John Reuben, lançado a 2 de Dezembro de 2003.

## Faixas
1. "Move" - 3:50
2. "Have No Opinion?" - 3:17
3. "I Haven't Been Myself" - 3:43
4. "Life Is Short" - 4:10
5. "Treats" - 3:22
6. "Freedom to Feel" - 3:57
7. "Time to Leave" - 3:52
8. "Re-Record" - 3:28
9. "Jammin' John & Mixin' Manny" - 1:29
10. "All in All" - 3:24
11. "5 Years to Write" - 5:06
12. "Higher" - 3:35